# Hohenberg (fränkisches Adelsgeschlecht)
Die Familie von Hohenberg mit Stammsitz auf Burg Hohenberg ist ein fränkisches Adelsgeschlecht. Es ist nicht zu verwechseln mit dem Geschlecht der schwäbischen Grafen von Hohenberg oder dem aus der Dynastie Habsburg-Lothringen hervorgegangenen Geschlecht der österreichischen Herzöge und Fürsten von Hohenberg.

## Stammsitz Burg Hohenberg
Hauptartikel: Burg Hohenberg

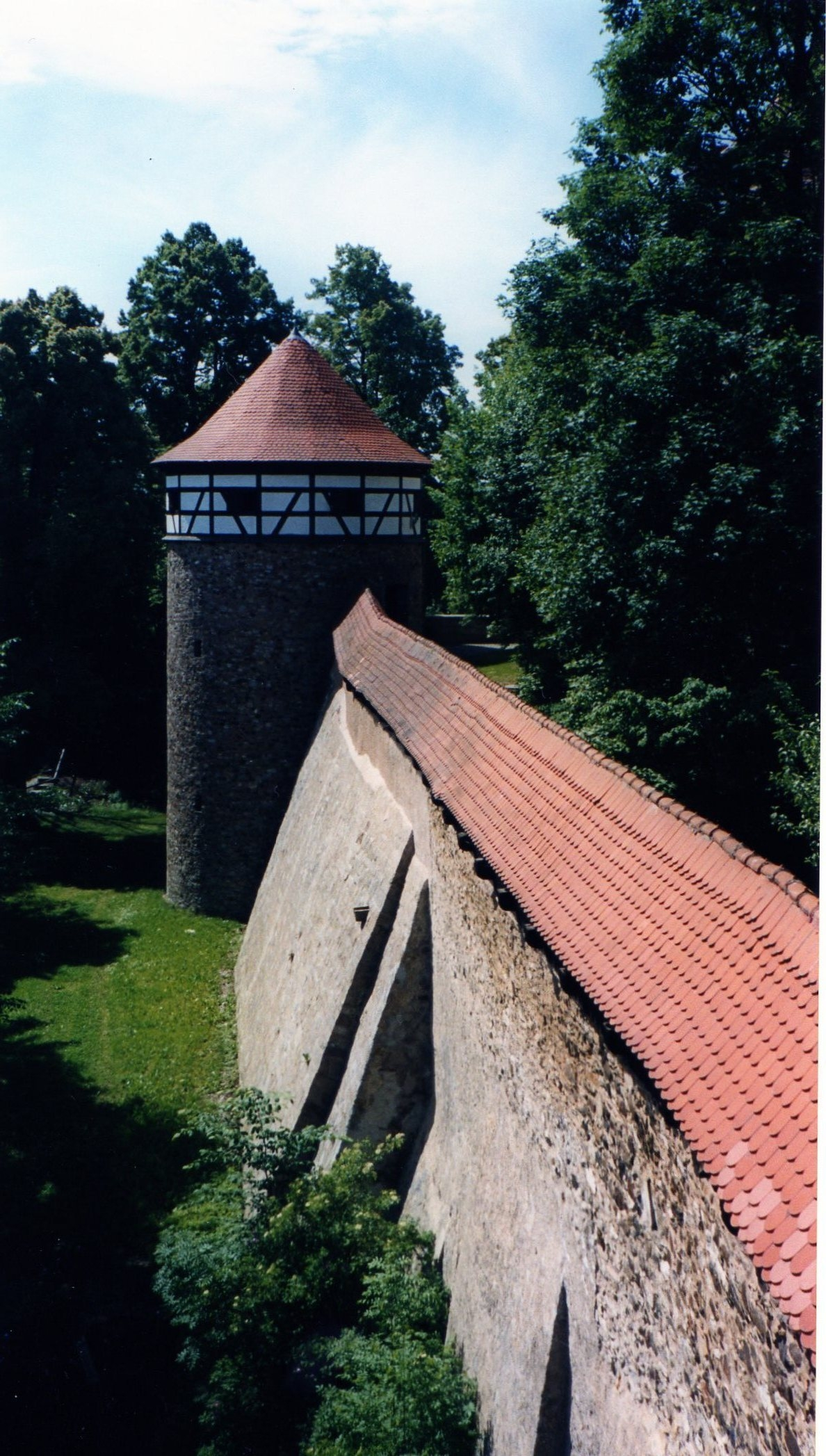
Turm und Befestigungsanlage der Burg Hohenberg an der Eger

Die Stammburg Hohenberg befindet sich in Hohenberg an der Eger im Osten des Landkreises Wunsiedel im Fichtelgebirge in Oberfranken in Bayern.
Sie ist die besterhaltene Burg im Fichtelgebirge. Sie steht auf einem steil zur Eger abfallenden Fels und bildet ein Sechseck mit drei runden und zwei eckigen Türmen und der Vorburg. Auch der Wehrgang ist teilweise erhalten. Im Burghof stehen das Fürstenhaus von 1666 (ehemaliges markgräfliches Jagdschloss), Geleitsäulen und ein steinerner Getreidemetzen aus staufischer Zeit.

## Geschichte

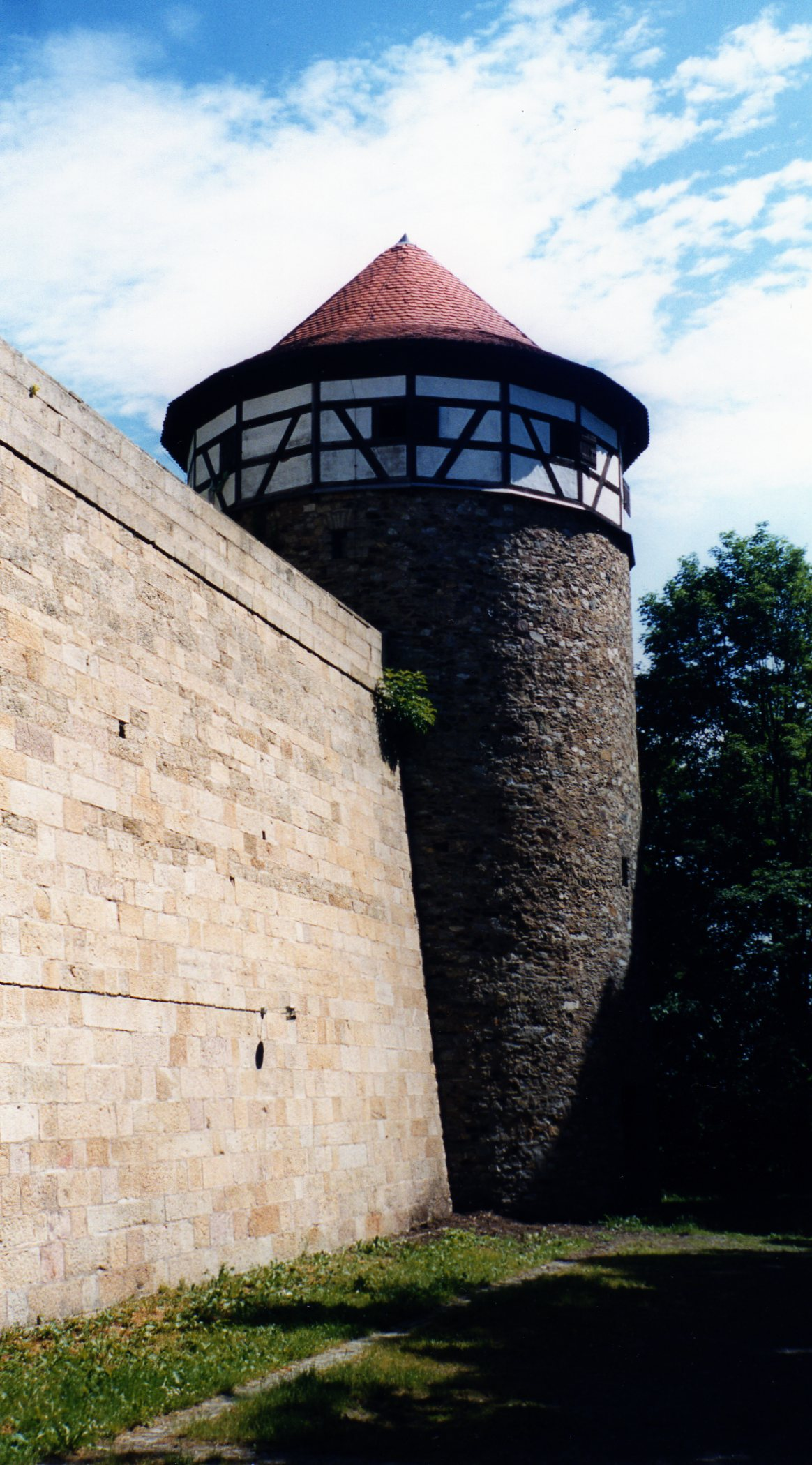
Turm der Burg Hohenberg an der Eger

### Erste urkundliche Erwähnung
Der genaue Zeitpunkt der Hohenberger Burggründung ist nicht bekannt. Die Burg muss um 1222 schon bestanden haben. In einer Verkaufsurkunde dieses Jahres erscheint als ritterlicher Zeuge erstmals „Berchtoldus von Hohenberg“, der sich, der damaligen Zeit entsprechend, nach seiner Hauptburg nannte. In der Urkunde übereignete „Gothefridus de Valkenberc“ dem Kloster Waldsassen das südwestlich davon gelegene Dorf Pleissen. Das Kloster Waldsassen, nur 15 Kilometer südöstlich von Hohenberg gelegen, hatte 90 Jahre vorher (1133) Diepold III. von Vohburg gestiftet. Die Diepoldinger-Rapotonen oder Vohburger förderten als Markgrafen auf dem bayerischen Nordgau um diese Zeit mit Ausdauer und Erfolg Rodung, Inbesitznahme und Christianisierung der Gegend unter Einbeziehung westslawischer Orte. Mittelpunkt dieser Bestrebungen war die um 1061 erstmals genannte Burg Eger, errichtet auf einer älteren slawischen Burganlage, und die Ansiedlung von Kaufleuten. Als Rodungsführer setzten die Markgrafen und das Kloster Waldsassen vor allem Ministeriale, Angehörige des mittelalterlichen Dienstadels ein.
Nach Heinrich Gradl lässt sich die Erbauung der Burg Hohenberg in den Zeitraum zwischen 1170 und 1222 verlegen. In einer Urkunde von 1170 wird als Dienstmann der Egerer Burg ein „Pertholdus de Egere“, 1222 „Berchtoldus de Honberg“ genannt.

### Spuren einer älteren Wehranlage
Es wird vermutet, dass die Hohenberger Burganlage auf den Resten einer älteren Wehranlage aus dem 10. Jahrhundert steht, die bereits zur Zeit der Heerzüge der Ungarn nach Mitteldeutschland errichtet wurde. 1941 wurde am nördlichen Fuße des Burgberges eine spätkarolingische Goldbrosche gefunden und in das frühe 10. Jahrhundert datiert. Nach Meinung des Nürnberger Archäologen Georg Raschke war das im 10. Jahrhundert mit halbkreisförmigen Holzerdemauern und Gräben umschlossene Areal ein Stützpunkt der Ungarn. Zu denken wäre aber auch an einen Ansässigkeitsort der von den Babenbergern abstammenden Grafen von Schweinfurt.
Nach toponomastischen Untersuchungen des Germanisten und Historikers Adolf Gütter ist ein „Grenzverlauf, besser noch ein Grenzraum“ in dem Gebiet des nördlichen Nordgaus aus dem Jahr 805, also noch in karolingischer Zeit, denkbar. Für Gütter sind die Häufigkeit der Ortsnamen mit Endungen auf -hausen, -ingen, -heim sowie mit den Vorsilben Lengen- und Längen- in Verbindung mit alten Flurnamen kennzeichnend spätestens für die zweite Hälfte des 8. Jahrhunderts, die im Zusammenhang mit Siedlungs- und Sicherungsmaßnahmen der Franken standen. Adolf Gütter vermutet das Kerngebiet der Entstehung des Egerlandes um Schirnding, Arzberg und Thiersheim.
Schon die vor den Schweinfurter Grafen regierenden Babenberger hatten vermutlich in der Zeit vor 1000 eine bedeutende Rolle bei der Erschließung des Raumes durch Ansiedlungen erbuntertäniger Dörfer mit ihrem Abgabe- und Dienstleistungssystem. Beweisführend sind die 1219 abgelösten Zehnte in Haslau, Steingrün und Rommersreuth aus dem früheren Lehnsbesitz des babenbergischen Herzogs von Österreich, die dem Kloster Waldsassen übertragen wurden.
Altstraßen nutzten den wichtigen Schirndinger Pass unterhalb von Hohenberg als Zielpunkt, um in den böhmischen Kessel zu gelangen. Eine davon, am Ende des 20. Jahrhunderts von Elisabeth Jäger gefunden, umging nördlich den Hohenberger Burgberg, kreuzte bei der Hammermühle (Confinhaus) die Eger und führte über Böhmisch Fischern, Markhausen und Zettendorf nach Eger.
Ein weiteres Altstraßenstück auf der Linie Frankfurt – Gefrees – Eger führte südlich zwischen Hohenberg und Schirnding ebenfalls in Richtung Eger und weiter in den böhmischen Kessel. Der langsam, aber stetig wachsende Handelsverkehr mit der Reichsstadt Eger und mit Prag verlangte nach gut bewachten Handelsstraßen, eine wichtige und finanziell einträgliche Aufgabe für die Amtsleute von Hohenberg, die für Straßengeleit und -sicherung zu sorgen hatten.

### Die Hohenberger als Ministerialen
Nach dem Tod des Markgrafen Diepold III. 1146 zogen die Staufer das Egerland als Reichsland ein. Besonders Kaiser Friedrich I. Barbarossa (1152–1190) – er hatte auch die Markgrafenburg Eger zur einzigen später auf böhmischem Boden gelegenen Kaiserpfalz ausbauen lassen – intensivierte den unter Diepold III. begonnenen Landesausbau; der Burgenkranz um die Reichsburg Eger verdichtete sich. In diese Zeit fiel sicher auch die Gründung der Burg Hohenberg, deren erster urkundlich nachweisbarer Besitzer, Berchtoldus de Hohenberg, 1222 erschien.

#### Die Hohenberger und der selige Hroznata
Die nächste Nennung eines Hohenberger Ministerialen erfolgte 1242. Konrad von Hohenberg stritt mit dem Stift Tepl über Güter im Dorfe Sandau, südöstlich der Stadt Eger (Cheb) gelegen. In einem Vergleich vom 21. August 1241 wurde eine jahrelange Auseinandersetzung seines Vaters Berchtholdus mit dem Stift Tepl beendet.
Der Reichsministeriale Konrad von Hohenberg hatte in und bei Sandau im Egerland Höfe und Grundstücke als Reichslehen in Besitz, darunter auch das Waldgebiet, in dem er oder sein Nachfolger die Burg Königwart erbaute. Es kam deswegen zwischen 1210 und 1220 zu einer heftigen Fehde mit dem reichen Vladyken (Gaugraf) Hroznata von Ovenec aus einem altadeligen Geschlecht in Mittelböhmen, der keine Möglichkeit versäumte, den Grundbesitz des von ihm im Jahre 1193 gegründeten Stift Tepl des Ordens der Prämonstratenser zu vermehren. In der Geschichte der Städte Königswart und Sandau bei dem Historiker Michael Urban heißt es in etwa:

„Ihm (Hroznata) stand ein entschlossener Minsteriale des Egerlandes, Heinrich von Künsberg nennt ihn die Legende, Berthold von Hohenberg dürfte es gewesen sein, entgegen, der ebenso kräftig seine und des Reichsgutes Interessen wahrte.“

Hroznata soll im Laufe des Zwistes von Egerländer Adeligen gefangen und auf eine Burg (in der Sage Kiensberg, in Wahrheit eher Hohenberg) geschleppt worden sein, wo er am 14. Juli 1217 der Kerkerhaft erlag. Eine Legende des Stiftes Tepl überliefert in lateinischer Sprache weder die Feinde, noch den Kerker, es heißt einfach: er (Hroznata) sei nach Deutschland (in Teutoniam, „zu den Deutschen“) geschleppt worden, zu welchem das egerische Gebiet im Nordgau (Bayern) gehörte, ehe es an die Krone von Böhmen verpfändet wurde. Die Tepler Legende Vita fratris Rhoznatae wurde um das Jahr 1259 verfasst, gilt als verschollen, und hatte zahlreiche nachfolgende Veröffentlichungen.
Nach Berthold von Hohenbergs Tod führte vermutlich dessen Sohn Konrad den Streit fort. Nach langen Jahren soll es zu einer Verständigung zwischen den Fehdeparteien gekommen sein. Konrad von Hohenberg verglich sich mit Abt Gerhard und dem Konvent von Stift Tepl am 21. August 1242 zu Eger über die strittigen Güter bei Sandau und gelobte, dem Abt Gerhard und dem Tepler Konvent für das Sandauer Gebiet von den Zinsungen und den zeitweiligen Nutzungen anderer zufälliger Einkünfte alljährlich ein Drittel abzuführen. Falls er jedoch, den Ausgleich verletzend, innerhalb sechs Wochen dem Konvent nicht gerecht werden würde, sollte auch er alles Recht auf Grundbesitz, Zins- und Robotleistungen der erbuntertänigen Bauern in Sandau verlieren und dasselbe als freies Eigentum dem Kloster zufallen. Das Besitzrecht der Ministerialen der Staufer, derer von Hohenberg auf das Sandauer Gebiet wurde hierdurch historisch und rechtlich anerkannt, somit auch, dass es Boden des Heiligen Römischen Reiches war und zum Egerland gehörig ist. Dieser Vergleich erfolgte vor dem Landgericht in Eger.
Auch der Historiker und Stadtarchivar von Eger Heinrich Gradl vermutete, dass der böhmische Edle Hroznata im Kerker zu Hohenberg und nicht „zu Kiensberg“ an Hunger verstorben ist, weil nur die Herren von Hohenberg Nachbarn des Tepler Stiftsgebietes waren und tatsächlich im Streite mit Stift Tepl standen.
Es ist nach dem Urteil zweier weiterer Historiker sehr wahrscheinlich, dass der böhmische Gaugraf (Comes) Hroznata von Ovenec im Jahre 1217 in einem der Gefängnistürme der Burg Hohenberg starb. Dem wurde in späteren, von weiteren Historikern in deren Veröffentlichungen widersprochen und die Burg Kinsberg am Muglbach oder die Burg Kynsperk nad Ohri (Königsberg an der Eger) in Erwägung gezogen.

#### Konrad als Leitname der Familie
Cnevzellinus de Hohenberch wurde im Jahre 1257 als Zeuge anlässlich der Schenkung von Hörsin samt Wald an das Kloster Waldsassen in einer Urkunde als nächstes Mitglied derer von Hohenberg bekannt. Nach einer weiteren Waldsassener Verkaufsurkunde vom gleichen Jahr trat genannter Knevzellino de hohenberc, als Sohn des Konrad von Hohenberg wiederum als Zeuge auf.
Sein Vater Chunradus de Hohenwerch erschien im Jahre 1259 als Urkundenzeuge anlässlich der Übereignung der Dörfer Wondreb, Beidl und Gründlbach durch den Staufer Konradin an das Kloster Waldsassen. Gradl führte den Namen Kneusslin von Hohenberg (Knuzelin), der aus Kunzelin, das ist Künzlein, Konradchen entstanden war, zurück.
Nach dem Tod von König Konrad IV. (1254) schloss Markgraf Heinrich von Meißen mit den Vögten von Weida, Plauen und Gera ein Schutz- und Trutzbündnis ab, wobei sie sich für den Fall einer Besetzung von Eger gegenseitiges freundschaftliches Einvernehmen zusicherten.
Herzog Ludwig der Strenge von Bayern, als Vormund des künftigen Königs Konradin, erkannte die Gefahr einer Annexion von Eger und begegnete ihr damit, dass er den Vögten die Burgen Kiensberg und Wogau sowie die Burghut Eger auf Zeit verpfändete und Heinrich von Plauen als Judex provincialis 1257 einsetzte, die Vögte also selbst für das Egerland interessierte und gegen Erstattung der Pfandsumme 1261 diese Pfandschaft bei Zusicherung der Vögte, infra terminos, quod dicitur Egerlandt, keine neuen Burgen anzulegen, sogleich wieder zurücklöste.

#### Die Hohenberger und das Burglehen zu Eger
Nach dem Tode von Heinrich (II.) von Künsberg, im Jahre 1260 im Kloster Waldsassen zu Grabe gelegt, fielen Burg und Burgbezirk Königsberg an der Eger (tschechisch Kynsperg nad Ohri) als erledigtes Reichslehen an das Reich zurück. Kiensberg (Kynsperg) wurde noch im gleichen Jahr 1260 an die Vögte Heinrich von Weida, Heinrich von Plauen und Heinrich von Gera verpfändet, jedoch bereits ein Jahr später (1261) zugleich mit dem Ministerialensitz Wogau sowie der Burg Eger, die über Konrad von Hohenberg den Vögten eingeräumt worden war („arces castrum in Egra, quondam Conradi de Hoinberch licet ex concessione Regali nobis conpeteret…“), wieder ausgelöst und an Herzog Ludwig den Strengen in Baiern für dessen Mündel, den letzten Staufer Konradin, abgetreten.
Dies war ein bemerkenswerter Vorgang, der die Stellung, Macht und Einfluss des Konrad von Hohenberg beleuchtet. Dieser hatte also die Burg Eger 1260 an die Vögte von Weida (auf Weisung?) verpfändet, folglich muss er Besitzer der Egerer Burg gewesen sein. Konrad von Hohenberg wurde dort auch als Landrichter des Egerlandes bezeichnet.
Ob Konradin 1259 oder noch sein Vorgänger König Konrad IV. 1239 oder 1241, während der Aufenthalte in Eger, dem heutigen Cheb in Tschechien oder der Vorfahre Pertholdus de Egre (1170) Verkäufer bzw. Lehensgeber war, kann nicht mehr geklärt werden. Konrad von Hohenberg verstarb vermutlich kurz danach.

#### Knevzellino, der letzte Hohenberger und die Wirren des Interregnums
Konrads Sohn Knevzellino wurde wieder kundbar am 21. Dezember 1264 als Urkundenzeuge, bezeichnet als „Kunzil de Hohenberch“. In dieser Klosterurkunde übertrug Abt Heinrich und Konvent der Kirche in Reichenbach S. Benedikts Ordens das Dorf Göpfersgrün, im Egerlande gelegen (villam Gotfridsgrune, in provincia Egrensi sitam) an die Witwe des Heinrichs von Kiensberg, Eufemia. Dieser hatte dasselbe Dorf bei Lebzeiten von der Kirche zu Lehen erhalten. Bereits ein halbes Jahr später, am 20. April 1265, zeugte der genannte „Chunzil de Hohenberch“ in einer weiteren Klosterurkunde, in der Vereinbarungen zwischen dem Kloster und dem deutschen Hause zu Eger, betreffend der Kirche in Schönbach, des Zehenten von Wallhof, der Veste in Horsin sowie über der Grenzen der Pfarrei Schönbach getroffen wurden.
Nach dem Tode des letzten staufischen Königs Konradin – Karl von Anjou ließ den erst 16-Jährigen am 29. Oktober 1268 auf dem Marktplatz von Neapel öffentlich enthaupten – brach eine kriegerische Zeit rivalisierender Gruppen aus, die um die Königsherrschaft im Reiche rangen. Der Niedergang der staufischen Ministerialität war eingeläutet. Bereits Ende 1265 hatte König Richard von Cornwall dem böhmischen König Premysl II. die Verwaltung und Schutz der rechts des Rheins gelegenen Reichsgüter bis zu seiner Rückkehr nach Deutschland übertragen.
Unter dem Vorwand, die Bürger vor den befürchteten „Anmaßungen“ des Prätendenten Konradin zu schützen, rückten die Truppen Premysl Otakars II. in den ersten Maitagen 1265 in den bisherigen Reichsbesitz Eger ein. Die Besetzung Egers scheint aber nicht ganz ohne Waffengewalt erfolgt zu sein. Eine Stelle aus den Annalen des Alteicher Abtes Hermann spricht in diesem Zusammenhang von einer Verwüstung von Eger (et Egram vastavit).
Den Egerer Bürgern, bereits „cives nostri“ genannt, bestätigte Otakar ein Jahr später, am 4. Mai 1266, alle Privilegien und Belehnungen, die sie von den römischen Königen und Kaisern erhielten und verlieh ihnen unter Beseitigung einer neuerrichteten Zollstätte in Eger für die Kaufleute Waren-Freiheit von Maut-, Zoll- und anderen Abgaben im gesamten premyslidischen Herrschaftsbereich. Des Weiteren schaffte er die staufische Verwaltungsministerialität ab und ersetzte sie mit eigenen Leuten, mit einem Burggrafen an der Spitze; dieser übernahm im Wesentlichen die Funktionen des Landrichters, wurde aber nicht aus den Reihen der Egerer Ministerialität gewählt. Premysl ernannte den böhmischen Adeligen Jaros von Fuchsberg als Burggrafen (1267–1269), und nach ihm Jarek von Waldenberg (1272–1275). Mit den von Premysl bestätigten Privilegien müssen auch dem Kneusel von Hohenberg seine Besitz- oder Lehnsrechte an der Burg in Eger bestätigt worden sein.
Nach dem Tode von König Richard am 2. April 1272 wurde als Nachfolger der Habsburger Rudolf I. am 1. Oktober 1273 einstimmig, wenn auch unter Nichtbeachtung des böhmischen Stimmrechts (Otakar II.), zum neuen römischen König gewählt. In einer Urkunde vom 31. Mai 1272 wird neben Jerkos von Waldenberg, Burggraf zu Eger, als Schiedsrichter Künzel von Hohenberg (domino Chunzelino dicto de hoenberch) genannt. Dieser erhielt 60 Denare Egerischer Münz für seine Schiedstätigkeit. Aus anderer Quelle ist zu lesen:

„Ebenso stand auch Friedrich, ein Sohn Ulrichs von Waldthurn und Bruder Ulrichs von Hotzowe, auf Vermittlung Cunzelins von Hohenberg 1272 von seiner Anforderung des Schutzrechts über die Klostergüter gegen 5 Pf. ab; der Vermittler erhielt 60 Pfennige. (Diese Verhandlung geschah am 31ten Mai in Gegenwart des Gerdo von Waldenbroch, Burggraf in Eger. Zeuge: Albert Nothaft, Grenzelo zugenannt.)“

Dies zeigt, dass der Hohenberger auch unter Premysl ein hohes Ansehen genoss. Otakar II., König von Böhmen, einigt sich im Januar 1273 friedlich mit Herzog Heinrich von (Nieder-)Bayern, wobei er auf die Grafschaften Bogen und Deggendorf und auf die Burgen Schärding, Floss und Parkstein verzichtet, Herzog Heinrich im Gegenzug u. a. Eger aufgibt. Dieser Vertrag bezeichnet vonseiten Bayerns die Aufgabe aller Ansprüche auf das Egerland, die es seit Konradin besaß und aufrecht hielt. Zum Datum ist noch zu bemerken, dass der Vertrag noch vor König Rudolfs Wahl (1273) geschlossen worden ist.
Am 19. Nov. 1274 beschließt der Reichstag zu Nürnberg in seiner „bona imperialia“, dass alle dem Reiche entzogenen Gebiete, u. a. auch das durch Otakar II. entzogene Egerland, wieder an das Reich zurückgegeben werden müssen. Das Egerland wurde bereits ein Jahr später durch Rudolfs Truppen wieder in Besitz genommen. Dieser Rechtsvorgang wurde nochmals am 22. Nov. 1276 bestätigt, was dann zum Friedensschluss am 30. Dez. 1276 zwischen beiden Königen führt, demnach Otakar II. u. a. auch das Egerland wieder an das Reich abzutreten hat. Otakar vollzieht den mit König Rudolf geschlossenen Friedensvertrag 1277, worin die an Otakars Sohn Wenzel zu verheiratende Tochter Rudolfs Jutta eine Mitgift von 10 000 Mark zugesagt und dafür Eger als Pfand eingesetzt wird.
Im Jahr 1275 erscheint wieder Chnuzelinus de honberch als Zeuge. In der Übereignungsurkunde heißt es „Testes honorabilis viri, Ciues Egrenses, dominus Rudolfus advocatus ciuitatis Dom. Chnuzelinus de honberch…“ () Hier scheint genannter von Hohenberg als „kaiserlicher Vogt in Eger“ eine Übergangsfunktion in der Verwaltung innezuhaben während des Abzugs des böhmischen Burggrafen von Waldenberg bis zur Wiederherstellung der normalen (früheren) Verwaltung und Einsetzung eines kaiserlichen Landrichters (judex provinzialis). Burggraf Friedrich III. hatte sich nach der Wahl Rudolfs (1. Okt. 1273) den Vorsitz des kaiserlichen Landgerichts im Reich (von Rudolf) bestätigen lassen, d. h. der Burggraf besaß nun ein Machtinstrument, das sonst keiner der Burggrafschaften im Reich zur Verfügung stand.
Bei den Auseinandersetzungen König Rudolfs mit Otakar II., der dem König die Gefolgschaft verweigerte, zog Rudolf mit einem Reichsheer 1276 gegen ihn. Bereits 1275 hatte Rudolf seinem getreuen Gefolgsmann Friedrich III. den Auftrag gegeben, „sich der seinem Gebiete (gemeint ist zweifellos das Bayreuther Gebiet) benachbarten Grenzfesten und Pässe zu bemächtigen“ (). Hier denkt man sofort an die strategisch wichtig gelegene Grenzfeste Hohenberg am Schirndinger Pass.
Über Premysl Otakar II. wurde am 24. Juni 1276 die Reichsacht verhängt, König Rudolf I. rief mit der Kriegserklärung die Bewohner der von Böhmen okkupierten Länder auf, sich gegen Otakar II. zu erheben. „Nachdem Rudolf I. seine wichtigsten Helfer – den Pfalzgrafen Ludwig, Meinhard von Tirol und Albrecht von Görz, den Burggrafen Friedrich von Nürnberg, die Grafen von Hohenberg, Fürstenberg und Werdenberg – Ende Juli in Ulm versammelt hatte, wurde der Feldzugsplan beschlossen: Er sah vor, dass der Burggraf den von König Rudolf I. und Herzog Ludwig zu führenden Hauptstoß gegen Böhmen durch die Egerer Pforte vorbereiten sollte; im Süden wurde den Grafen von Görz und Tirol die Aufgabe zugeteilt, mit Unterstützung des Patriarchen von Aquileia nach Kärnten und in die Steiermark vorzudringen, während der älteste Königssohn, Albrecht von Habsburg, mit einem von Friedrich von Salzburg verstärkten Truppenkontingent in Österreich einfallen sollte […] Mitte August 1276 wurden die Kampfhandlungen eröffnet. Während Burggraf Friedrich die Stadt Eger, die Burg Elbogen (Loket) und andere feste Plätze ohne große Mühe einnehmen konnte, rückten Meinhard von Tirol durch das Pustertal in Kärnten etc...“ Es sind also die Truppen Rudolfs I. durch den Schirndinger Pass in Richtung Eger marschiert, um das Egerland zu besetzen. Mit hoher Wahrscheinlichkeit darf angenommen werden, dass ebenfalls das egerische Vorwerk Burg Hohenberg, am strategisch wichtigen Pass von Schirnding eingenommen und besetzt wurde. Dies könnte erklären, warum bis heute keine Verkaufsurkunde über die Burg Hohenberg an den Burggrafen aufzufinden ist. Burg Hohenberg blieb eben seit ihrer Eroberung im Besitz des Burggrafen, der mit Sicherheit die exponierte militärische Lage der Burg erkannte und sie nicht mehr aus der Hand gab. Am 26. August 1278 stirbt Otakar in der Schlacht bei Dürnkrut, das Egerland steht wieder voll im Reichsbesitz. Rudolf erneuert die frühere Ministerialenverwaltung, beschneidet aber zugleich deren Einfluss dadurch, dass er den ganzen Bereich dem Nürnberger Burggrafen unterstellte. Am 21. März 1279 wird Babo von Sparneck erstmals als neuer Landrichter erwähnt. Der neue Landrichter war also dem Burggrafen von Nürnberg unterstellt.
In der Schenkungsurkunde vom 16. März 1278 erscheint ein Cunradus de Hohenberg als erstgenannter Zeuge. In einer weiteren Urkunde vom 21. März 1279 bezeugt Cunzlini de hoenberch „…videlicet domini Cunzlini de hoenberch, domini Babonis de Sparrenberch (Sparneck), provincialis judicis tunc temposris Egrensis…“. Hier wird also jener von Hohenberg noch vor dem (wiedereingesetzten) Landrichter genannt. König Rudolf bestätigt am 7. Juni 1279 den Bürgern von Eger, „die zur milden Herrschaft des Reiches zurückgekehrt (sind)…“ alle früheren Privilegien, unter namentlicher Aufzählung einzelner Stadtrechte, verleiht den Bürgern Zollfreiheit im Reiche und konfirmiert auch alle älteren Belehnungen.
Cunzelinus de Hoenberg zeugt wieder 1279 in einer weiteren Urkunde an erster Stelle, weiter in einer Waldsassener Urkunde im Jahre 1280, jedoch erst an zweiter Stelle nach dem kaiserlichen Landrichter Babo von Sparneck, hier als Knuszelinus de Hoenberg bezeichnet. In einer weiteren Urkunde von 1281 zeugt Kneuzlinus de Hoenberg in gleicher Reihenfolge, dasselbe gilt für die Zeugenreihe in der Urkunde von 1282 (Kneuzlinus de hoenberg). Nach Waldsassener Aufzeichnungen „…so entsagten sie ihrem Schutzrechte auf Trevesen und Bingarten…“ wird der Zeuge Kneuzlin von Hohenberg sogar als „Kaiserlicher Landrichter in Eger“, bezeichnet.
Mit der Belehnungsurkunde vom 2. April 1285 überträgt der römische König Rudolf das Burglehen in Eger an den Burggrafen Friedrich von Nürnberg, der dieses vom letzten Hohenberger Kneuzl käuflich erworben hat, wie auch die Burg Wunsiedel:

“Nos Rudolfus, dei gratia Romanorum Rex semper Augustus, ad universorum noticiam cupimus pervenire, quod nos viro nobili friderico, Burggravio de Nurenberch, dilecto nostro fideli, castrense feodum in Egra, quod idem apud virum strenuum Knuzel dictum de Hoenberch emit, eodem Knuzel dictum feodum cum suis pertinentiis universis nostre Celsitudini resignante, et Castrum Wunsitel cum omnibus pertinenciis suis, quod prefatus Burcgravius etiam emit, in feodum rationabiliter duximus concedenda.
Testes huius rei sunt: Venerabilis Gotfridus Episcopus Pataviensis, illustris Ludovicus dux Bavarie, Principes nostri dilecti; Theobaldus commes firretensis, Rudegerus et Babo fratres de Sparnecke, milites; Cunradus Judex Egrensis et Franciscus frater eiusdem et Martinus, Cives Egrenses. Ad horum firmitatem et evidentiam pleniorem presentes litteras nostre maiestatis sigillo fecimus communiri. Datum in Nurenberch, Anno d. MCCLXXX quinto, Quarto nonas Aprilis, Ind. XIII., Regni vero nostri ao. XII.”

„Wir, Rudolf, von Gottes Gnaden römischer König, der stets Erhabene, wünschen, daß allen die Nachricht bekannt wird, daß wir dem edlen Mann Friedrich, Burggraf von Nürnberg, unserem lieben Getreuen, das Burglehen in Eger, das er von dem festen Manne Knuzel, genannt von Hohenberg, gekauft hat und auf welches Lehen mit allen seinen Zugehörungen der genannte Knuzel unserer Hoheit gegenüber Verzicht leistete, und die Burg Wunsitel mit allen ihren Zugehörungen, die der genannte Burggraf auch gekauft hat, zu rechtem Lehen verliehen haben…. (Folgen die Namen der Zeugen und das Eschatokoll).“

Die östlich von Hohenberg liegenden Dorfschaften Markhausen und Zettendorf waren adelige Herrensitze und später dann Reichslehen. Erste urkundliche Erwähnungen finden sich von 1225: Die Pfarrei Tirschenreuth erhält Zehnte „… a Chunrado quoque et Perchtoldu fratribus de Marchhousen…“ Genannte Brüder Konrad und Berchtoldus könnten identisch sein mit den um 1221 erstmals genannten Berchtoldus de Zettendorf und den um 1222 kundbar gewordenen Berchtoldu de Hoenberg und 1242 Chunradus de Hoenberg.
Möglicherweise ist der letztgenannte von Hohenberg – Kneuzel – 1285 identisch mit dem um 1303 genannten Kneuzel von Marckhausen, der sich nach Veräußerung seines Burglehens in Eger mitsamt seiner Hauptburg Hohenberg 1285 an den Burggrafen zu Nürnberg auf seine väterlichen Güter nach Marckhausen zurückgezogen hat. Eine verwandtschaftliche Beziehung zwischen den Herren von Markhausen-Zettendorf und den Reichsministerialen derer von Hohenberg ist zumindest nicht auszuschließen. Karl Bosl schreibt dazu:

„Bildete Falkenau die äußerste Ostdeckung der Reichsburg Eger, so erfüllte diese Aufgabe im Westen als nächstgelegenes Sperrfort Hohenberg, […], wo 1222 ein Berthold wohnt (ME Nr. 158). Auch hier ist staufischer Besitz bei der erwähnten Verpfändung an die Vögte von Weida. Unbedeutendere Sitze am Fluss sind Markhausen und Zettendorf, die das vorgelagerte Hohenberg mit der Hauptveste (Eger) verbinden. Mir scheint, dass der Berthold von Markhausen von 1225, der mit seinem Bruder Konrad an Waldsassen Zehnten zu Hillertshofen bei Großkonreuth verkaufte (ME Nr. 171), personengleich mit dem Berthold von Hohenberg ist. Vier Jahre vorher nennt sich vielleicht der nämliche Berthold nach Zettendorf (ME Nr. 157); vermutlich seine Söhne, die pueri von Zettendorf, haben 1224 Zehnten um Mitterteich und Wiesau verkauft (ME Nr. 167). Die zu Beginn des 14. Jahrhunderts nachweisbaren Zettendorfer (ME Nr. 609, 1312) stehen damit aber wahrscheinlich in keinem Zusammenhang mehr. Für die verwandtschaftlichen Beziehungen der genannten Bertholde von Markhausen in der nämlichen Gegend, wo die pueri von Zettendorf Gut haben, nämlich in Oberteich bei Mitterteich und Altenwysa (= Wiesau), urkundlich (ME Nr. 208) 1303 nennt sich ein Kneuzel wieder nach Markhausen, nachdem ein Reichsministerialer gleichen Namens sich 1257 nach Hohenberg nennt (ME Nr. 229), der Sohn des noch 1259 urkundlichen Konrad von Hohenberg (ME Nr. 231, 236), den wir 1225 als Bruder des Berthold von Markhausen angetroffen haben. Damit schließt sich besitzgeschichtlich und genealogisch der Kreis um eine Familie, deren Glieder sich nach verschiedenen Burgsitzen nennen, und eine Vielzahl von Bezeichnungen lässt sich vielleicht sogar auf eine Person anwenden, worauf v. Dungern in dem zitierten Aufsaatz ‚Comes, liber, nobilis‘ besonders aufmerksam gemacht hat.“

Mit diesem letztgenannten Kneussel (Knuzel, Cunzelinus) von Hohenberg (1256–1285), der in nicht weniger als zwölf Waldsassener Klosterurkunden stets an hervorragender Stelle als Zeuge benannt ist, „begegnet uns ein Reichsministerialer, dem weder der Niedergang der Hohenstaufen, die Auseinandersetzungen mit Böhmenkönig Premysel Otakar noch das Aufblühen der Stadt Eger Schaden gebracht hatte“. Als späterer treuer Parteigänger des deutschen Königs Rudolf von Habsburg (gewählt 1273) sowie des zollerischen Burggrafen Friedrich III. (1260–1297) scheint er nach dem Tode von Otakar II. (1278) seinen Einfluss noch vergrößert zu haben. Bereits um 1260 muss er das Burglehen in Eger aus väterlichem Besitz übernommen haben (siehe vorne), welches er dann 1285 an Friedrich III. verkaufen sollte. Es wird vermutet, dass während der Regierungszeit Otakars II. (1266–1275) über Eger dem Raubritterwesen im Fichtelgebirge ein (vorläufiges) Ende gemacht wurde.

„Wenn nun in der Sage von den zwölf Raubschlössern davon die Rede ist, dass die ‚Tyranney‘ im Fichtelgebirge ‚endlich durch die herum gelegene Herrschaft unterkommen und ihnen (den Wegelagerern) abgerennet‘ worden sei, so wird man dabei am ehesten an Kneußel von Hohenberg und die anderen um Eger lebenden Adeligen zu denken haben. Da der Grundsatz galt, dass derjenige, der ein Raubschloss erstürmte, diesen Sitz zu eigen bekam, ist es, wenn auch urkundlich nicht beweisbar, so doch stark vermutbar, dass Kneußel Eigenherr der (Wunsiedler) Burg wurde, weil er dem Treiben der ‚Raubritter‘ in dieser Gegend ein Ende setzte“. „Der Sandauer Chronist Michael Urban (‚Geschichte der Städte Königswart und Sandau‘, Mies, 1894) verfolgt auf Seite 18 das Schicksal der Hohenberger weiter bis zu ihrem Aussterben: ‚Unter Konrad von Hohenbergs Sohn, Künzel (Kneußl), hatte dieses Geschlecht seine Blüte erreicht. Künzel war der letzte Mannesspross desselben und hinterließ bloß Töchter, anscheinend zwei, die eine an einen von Nothaft, die andere an einen Hertenberg vermählt. Nach Künzels Tod fielen seine Besitzungen, soweit er sie nicht aus diesem Grunde verkauft hatte, teils an das Reich, von dem sie an die Leuchtenberger Landgrafen zu Lehen gingen, teils an Glieder der Familie Nothaft und Hertenberg (=Hartenberg bei Gossengrün).“

Nach Heinrich Gradl heiratete Engelhard I., ein Sohn Albrechts II. Nothaft von Wildstein (Skalná) Katharina, eine Tochter Künzels von Hohenberg, welche Thiersheim, Braunersgrün, Stemmas und Kothigenbibersbach in die Ehe als Hochzeitsgut einbrachte. Nach Gradl wissen wir ungefähr über den reichen Grundbesitz der Familie derer von Hohenberg Bescheid. Er fasst seine diesbezüglichen Untersuchungen wie folgt zusammen: „Die von Hohenberg besaßen allen Andeutungen nach den ganzen Landstrich von Schönbrunn und Wunsiedel über Thiersheim und Arzberg bis Hohenberg und andererseits von Albenreuth bis Königswart“. Ebenfalls nach Gradl soll die Familie Nothaft im letzten Drittel des 13. Jahrhunderts durch Heirat in den Besitz der Thiersheimer Gegend gekommen sein. In Engelhard Nothafts Frau Katharina sieht Gradl eine Tochter des „Knuzel dictum de Hohenberch“, der 1285 die Burg Wunsiedel und das Burglehen in Eger an den Burggrafen Friedrich III. von Nürnberg verkauft hatte.
Am 30. Januar 1291 veräußerte „Engelhardus dictus Nothaft de Wiltstein“ unter Zustimmung seiner Frau Katharina das Dorf „Brunsgrune“ (=Braunersgrün bei Wunsiedel) an Burggraf Friedrich III. von Nürnberg. Die Konsensurkunde Rudolfs für den Burggrafen datiert vom gleichen Tag, in welcher der Verkauf von Gütern in Braunersgrün, Stemmas, Kothigenbibersbach und Thiersheim zugestimmt wurde. So dürften auch hier die ursprünglichen Besitzer die Herren von Hohenberg gewesen sein.
Auch Höchstädt muss bereits vor 1297 im Besitz der Burggrafen gewesen sein, denn am 29. März 1298 bestätigt Burggraf Johann I., Friedrichs III. Sohn, einen Vertrag seines Vaters, nach welchem dieser das Dorf Höchstädt als Ersatz für zugefügte Schäden dem Kloster Waldsassen übergeben hatte. Die Mönche sollten Höchstädt solange nutzen dürfen, bis durch deren Erträge ihre Schäden gedeckt waren, das heißt, dass bereits Burggraf Friedrich († 1297) Besitzer bzw. Lehnsnehmer von Höchstädt war. Später bildete das Höchstädter Gebiet eine Exklave des Amtes Hohenberg.
Es hat ganz den Anschein, als ob die ältesten Erwerbungen der Nürnberger Burggrafen im Raum östlich von Wunsiedel, im Amt Hohenberg als Verwaltungsmittelpunkt zusammengefasst wurden. Nach der Größe dieses Besitzes – von Schönbrunn im Fichtelgebirge bis zum Sandauer Pass bei Königswart – war es ein stattlicher Komplex, auch wenn es sich jenseits der heutigen Landesgrenze im Egerland und in Böhmen nur um Streubesitz handelte. Als egerländische Vasallen hatten sich die Hohenberger um ihren Stammsitz ein kleines Territorium aufgebaut, dessen Gründung zumindest in die Zeit der staufischen Kaiser zurückreicht. Seit dem ausgehenden 13. Jahrhundert gelangten die im westlich von Eger (im späteren Sechsämterland) gelegenen Teile dieser Kleinherrschaft nacheinander in den Verband der aufstrebenden Territorialmacht der Zollern, so dass jene Teile von der Versetzung an die böhmische Krone (1322) nicht betroffen waren. Noch aus späteren Quellen lässt sich der Umfang des in ausgedehnte Wäldermeere eingebetteten kleinen Siedlungs- und Wirtschaftsraumes der Burg Hohenberg rekonstruieren.
Nach einer Jahresabrechnung des Hohenberger Vogts von 1421/22 brachten die folgenden Orte mit einer Weisatlieferung von Eiern, teils nur mehr in Geld, teils noch in Natura, an den Hohenberger Amtmann die Anerkennung eines alten Abhängigkeitsverhältnisses zum Ausdruck (Anmerkung: Weisat mhd.wisat, wisot, wisoede; mlat. präsenta war im Mittelalter ein Geschenk in Naturalien, das zu Festzeiten an den Grundherrn oder die Kirche gegeben wurde):
Bibersbach (bei Wunsiedel), Brücklas, Fahrenbach, Göringsreuth, Grötschenreuth, Hildenbach, Holenbrunn, Leupoldsdorf, Lorenzreuth, Röslau, Schönbrunn, Schönlind, Sichersreuth, Thölau, Tröstau, Vordorf, Valetsberg, Wintersberg und Wintersreuth.
Es ist anzunehmen, dass diese Orte ehedem auch eine Herren- oder Hauptgült nach Hohenberg liefern mussten. (Herrengült = die vom Vermögen erhobene Landsteuer).
Noch 1499, im Landbuch der Sechsämter, erscheinen als Burgkornorte, d. h. Orte, die einen Getreidezins nach Hohenberg zu entrichten hatten: Schönbrunn („jeder gibt 1 Meßlein Haber dem Vogt von Hohenberg“), Brücklas („1 Meßlein Vogthabern nach Hohenberg“) und Kleinwendern („2 Kar Haber dem Amtmann zu Hohenberg“). Nach der Jahresrechnung der fürstlichen Domäne Hohenberg von 1626 lieferten auch Untertanen aus dem Stift Waldsassen und dem Egerland einen „Schutzhaber“ in Hohenberg ab. Auch mussten sogenannte Dienstfische, eine Abgabe für die Nutzung von Fischweiden, geleistet werden. Der Fischer von Wunsiedel lieferte 1421/22 zwei Dienstfische ab, Arzberg 1499 ebenfalls zwei.
Die öffentlich-rechtliche Verpflichtung der umwohnenden Bevölkerung zur Burg Hohenberg geht auch aus einer Burgwerkspflicht hervor, wie sie von mehreren Orten bezeugt wird. Arzberg musste noch 1666 zum Bau des neuen Amtshauses frönen, Schönbrunn löste seine Hohenberger Schlossfron 1677 mit Geld ab, von dem Dorf Valetsberg heißt es in der Amtsbeschreibung von 1698, dass es keine Fron habe, „außer nach Hohenberg“ und auch von Vordorf ist 1698 eine Hohenberger Fron überliefert. Nach der Amtsbeschreibung von 1698 war das Burggut in Tröstau nach Hohenberg zinspflichtig. ebenso ein Burggut in Neuenreuth (nach dem Landbuch von 1499).
Der zum Hohenberger Schloss gehörige Wirtschaftsbetrieb umfasste bis 1723 ca. 170 Tgw. Äcker und Wiesen, die teils durch eigenes Personal, teils durch frondienstverpflichtete Untertanen bearbeitet wurden, dazu gehörte auch ein großer Waldbezirk mit Zeidelbetrieb und Schäferei. 1626 hatten die Bauern von Hohenberg, Grafenreuth, Lorenzreuth, Raithenbach und Seußen insgesamt 167½ Tage mit dem Pflug zu frönen. Bauern aus dem Amt Wunsiedel mähten das Heu auf der nach Hohenberg gehörigen sogenannten Neudorfer Wiese bei Marktleuthen. Es ist auch anzunehmen, dass die Ministerialen der Burgen um Schönbrunn und Wunsiedel, möglicherweise auch in anderen Orten, mit den Inhabern der ihnen untergeordneten Burggüter in einem militärischen Dienstverhältnis zur Burg Hohenberg standen. Der Amtmann von Hohenberg hatte stets das militärische Oberkommando in den späteren Sechsämtern.
Der Blutbann der Burg erstreckte sich ursprünglich – entsprechend dem von Gradl angegebenen geschlossenen Herrschaftsbezirk – wohl auch auf die Orte der späteren Gerichtssprengel Wunsiedel und Arzberg, wie sie das Landbuch von 1499 überliefert, und auch auf die egerländischen Untertanen in den Ortschaften Fischern, Mühlbach und Rathsam sowie die pfälzischen Ortschaften Groschlattengrün und Pechbrunn, außerdem auf den sparneckischen Lehnsort Dörflas bei Marktredwitz.
So gesehen ist die Burg Hohenberg als Mittelpunkt einer Kleinherrschaft anzusehen. Der Burgherr, welcher Eigentumsrechte besaß, übte seine Aufgaben als Vertreter des Landesherrn aus. Das blieb auch noch so, als Hohenberg zunächst (bis 1504) zusammen mit Wunsiedel und danach nur mehr im engeren Umland mit Arzberg und Höchstädt zusammen ein „Amt“ bildete. In vorreformatorischer Zeit gehörte Hohenberg zum Bistum Regensburg und innerhalb dessen (mit Arzberg 1268) zum Dekanat Beidl/Wondreb. Danach stand Hohenberg unter dem Patronat der Deutschordenskommende in Eger, die ihrerseits zur Ballei Thüringen rechnete. In Hohenberg bestand nur eine in der Amtsrechnung von 1421/22 erstmals genannte (Burg ?)-Kapelle mit dem jungen Patrozinium der 1235 heiliggesprochenen Landgräfin Elisabeth von Thüringen. Die Gründung mag wohl noch auf die Herren von Hohenberg zurückgehen. Kirchlich wurde Hohenberg von Arzberg aus betreut. Der Messwein wurde aus der landesherrschaftlichen Kasse bezahlt. Das Deutschordenshaus in Eger reichte noch 1626 jährlich 1 Eimer Met als „Herrengült“ nach der Burg Hohenberg. 1501 heißt es; „Item der amptmann zu Hohenberg nymbt jerlich ein vom kompther zu Eger ein aymer mets. Das beschicht deswegen, das er inen ire knecht und pferd, wo sie hinaussen im holtz und sunst umbfarn, schutzt und vertaidingt“.
Eine wichtige Aufgabe des Amtmannes von Hohenberg bestand darin, das Geleitsrecht auf den Transitstrecken zwischen Böhmen und Franken auszuüben. Nach der Behördenreform des Markgrafen Christian 1613 verrichteten nun Verwalter und Richter aus bürgerlichem Stand die anfallenden Verwaltungsangelegenheiten im Hohenberger Amtshaus.